# آندرانیک کاراپتیان (شاعر)
آندرانیک گارنیکی کاراپتیان (ارمنی: Անդրանիկ Գառնիկի Կարապետյան؛  زادهٔ ۱۱ مهٔ ۱۹۶۳) شاعر اهل ارمنستان بود.

## زندگی‌نامه
وی در 	۱۱ مهٔ ۱۹۶۳ در هاتسیک به دنیا آمد و از دانشگاه دولتی شیراک فارغ‌التحصیل گشت. وی عضو اتحادیه نویسندگان ارمنستان می‌باشد.  همچنین برندهٔ جوایزی همچون مدال طلای وزارت فرهنگ جمهوری ارمنستان شده‌است.